# أنتوني هاميلتون (موسيقي)
أنتوني هاميلتون (بالإنجليزية: Anthony Hamilton)‏ هو موسيقي ومغني وكاتب أغاني ومنتج أسطوانات ومغن مؤلف أمريكي، ولد في 28 يناير 1971 في تشارلوت في الولايات المتحدة.

## وصلات خارجية
- الموقع الرسمي
- كورنيليوس هاميلتون على موقع IMDb (الإنجليزية)
- كورنيليوس هاميلتون على موقع ميوزك برينز (الإنجليزية)
- كورنيليوس هاميلتون على موقع أول ميوزيك (الإنجليزية)
- كورنيليوس هاميلتون على موقع ديسكوغز (الإنجليزية)
- كورنيليوس هاميلتون على موقع قاعدة بيانات الفيلم (الإنجليزية)